# Kiribath
El kiribath (de කිරි kiri, ‘leche’ y ඛත් bath, ‘arroz’) es un plato tradicional de Sri Lanka hecho de arroz, que se prepara cociendo éste con leche de coco. En tamil el plato se llama paacor. Los orígenes del kiribath no están claros, pero se ha convertido en un plato tradicional presente en casi todos los hogares de Sri Lanka.
El kiribath es un plato esencial para los momentos auspiciosos. Suele servirse para desayunar el primer día de cada mes y es una parte importante para los cingaleses al celebrar el año nuevo. El kiribath se cocina y sirve como primera comida tras el amanecer del año nuevo.

## Preparación
La receta del kiribath es bastante simple. Después de que el arroz se cueza en agua hirviendo unos 15 minutos, se añade la leche de coco y se vuelve a cocer hasta que absorbe el líquido. También se añade sal. Hay diversas variantes, añadiendo varios ingredientes como semillas de sésamo o anacardos.

## Presentación
El kiribath suele servirse con lunu miris, una mezcla de cebolla roja y especias. También se consume con jaggery y plátano. En el año nuevo cingalés o en otras ocasiones especiales, se sirve junto a dulces tradicionales como el kevum, el kokis y la athirasa.
La forma estándar de servir el kiribath es poner sobre una bandeja plana, nivelándolo y cortándolo en trozos con forma de diamante.